# Leptogorgia gilchristi
Leptogorgia gilchristi är en korallart som först beskrevs av Sydney John Hickson 1904.  Leptogorgia gilchristi ingår i släktet Leptogorgia och familjen Gorgoniidae. Inga underarter finns listade i Catalogue of Life.